# Cotesia crassifemorata
Cotesia crassifemorata är en stekelart som beskrevs av Van Achterberg 2006. Cotesia crassifemorata ingår i släktet Cotesia och familjen bracksteklar. Inga underarter finns listade i Catalogue of Life.